# Hápax
Um hápax ou hápax legómenon é uma palavra que aparece registrada somente uma vez em um dado idioma. Braquilogia (cfr. Braquigrafia) de hápax legómenon (άπάξ λεγόμενον) ou hápax eirémenon [do grego: άπάξ (adv. m.) “uma só vez” e τό λεγόμενον, part. pres. passivo de λέγειν “dizer”).: “o que se diz”, “o dito”].
Esta expressão designa uma palavra que se utilizou ou registrou apenas uma vez num corpus. Também se pode entender como um vocábulo do qual só se tem um exemplo numa época dada, num autor ou na totalidade de uma obra. Até onde se sabe, esta expressão aparece registrada pela primeira vez num texto inglês de 1654 (John Trapp: Annotations upon the Old and New Testament, IV, 605, NED Suppl.).
Entre alguns outros exemplos de carácter anedótico, incidental ou curioso estão os de Honorificabilitudinitatibus, de Shakespeare; Nortelrye, palavra empregada por Chaucer (c. 1343-1400) com o significado de “educação”; a expressão Ptyx, utilizada por Mallarmé em Plusieurs sonnets (1868), que nas palavras do próprio autor numa carta a Lefebvre, de 3 de maio, é o resultado de uma busca fônica imposta por uma necessidade de rima forçada, pelo que tratar-se-ia de termo criado pela magia da rima, carente de significado referencial no léxico ou no dicionário, mas aberto a algum tipo de conotação dependente de seu contexto específico e relacionado com Ptah, deus egípcio “oleiro divino”, e ao sentido de “mágico ou sagrado”, ao amparo de sua raiz grega unida a outras palavras como Fênix (“Fénix”), ônix (“ónice”) e Stix (“Estigia”). Não menos significativo, no marco contextual da Bíblia, é o termo hebreu Golem (golmi < gelem) (Salmos 139: 16), que aparece uma só vez.